# Salimata Nébié Conombo
 (janvier 2023).
Salimata Nébié Conombo, née le 21 juin 1962 à Abidjan, est une femme politique burkinabè. 
Elle est la ministre de la famille et du genre dans le gouvernement de la Transition que dirige Paul-Henri Sandaogo Damiba.

## Biographie

### Études et enfance
Salimata Nébié fait ses études à Abidjan en Côte d'Ivoire. Elle rentre au Burkina Faso après son baccalauréat pour s’inscrire à la faculté des Sciences humaines à l’université de Ouagadougou. Avec son certificat de maîtrise, elle travaille à la coopération canadienne au Burkina Faso comme chargée du suivi de nombreux projets et programmes de développement. Salimata est aussi une ancienne stagiaire de l’École de maintien de la Paix à Bamako au Mali ou elle fait des études de programme spécifique à la paix, à la sécurité et la gouvernance sécuritaire. 

## Engagement communautaire
Militante des droits humains et membre du conseil d’administration de Think Tank Burkina International,, elle était la secrétaire générale jusqu’à sa nomination en tant que ministre de la famille et du genre. Think Tank organisé des conférences sur l’engagement citoyen et la mobilisation sociale. 

### Vie privée
Salimata Nébié Conombo est mariée et mère d’un enfant. 